# Gao'an
Gao'an (高安 ; pinyin : Gāo'ān) est une ville de la province du Jiangxi en Chine. C'est une ville-district placée sous la juridiction de la ville-préfecture de Yichun.

## Démographie
La population du district était de 785 705 habitants en 1999.
Gao An County, fondée en 201 av. J.-C. a été nommé Jiancheng (建成). Ses divisions administratives incluent aujourd'hui Gao'an, Shanggao, Yifeng, Wangzai, et une partie de Zhangshu. [1]
Dans 4 A.D., Jiancheng County a été changé en Duoju County, puis nommé Jiancheng à nouveau en 25 après Jésus-Christ de 184 à 189, une partie de Jiancheng a été marquée sur le comté de Shangcai (maintenant Shanggao County). Dans la fin de la dynastie Han de l'Est (4 de A.D.), dans la situation "Trois Royaumes", et Jiancheng County appartenait au pouvoir Sunwu. Du 22 au 228, respectivement marqué une partie de Jiancheng et Shangcai être County Yicheng et le comté de Yangle (maintenant Wanzai County). [1]
Au cours de Jin et du Sud Dynasties, Jiancheng County appartenait encore à Yuzhang Shire. En 589, la dynastie Sui a uni le Shangcai cbolished, fusionné Yangle, puis Yicheng appartenait à Jiancheng à nouveau. À cette époque, Jiancheng comté a été changé en Hongzhou. [1]
En 622, afin d'éviter le nom d'être de même avec le Li Jiancheng Prince, le comté a été nommé comme Gao'an. Selon Taiping Huanyuji ( "太平 寰宇记"), "le terrain est élevé, mais plat, donc nommez Gao'an" ( "地 形似 高 而 安, 故名"). (Gao en chinois signifie élevé, un en chinois signifie plat.) Dans 624, Gao'an appartenait à Yunzhou. [1] ays, un e terrain est élevé, mais plat, donc nommez Gao An "(" 地 形似 高 而 安, 故名 "). (Gao en chinois signifie élevé, un en chinois signifie plat.) Dans 624, Gao'an appartenait à Yunzhou. [1]
Pendant cinq dynasties et dix états période, Gao'an appartenait au pouvoir Wu au début, mais a été administré par le pouvoir Nantang plus tard. En 981, a marqué une partie de Gao'an et Shanggao être Xinchang County (maintenant Yifeng County). En 1225, parce que le "Yun" en Yunzhou était la même prononciation avec l'empereur Zhao Yun, et aussi à ce moment-là a trouvé un Ganoderma lucidum précédent dans la montagne, qui a été considéré comme un signe de très bon augure, puis le nom est devenu Ruizhou ( "Rui" en chinois signifie signe de bon augure) .Par conséquent, Gao an appartenait à Ruizhou.